# Galeandra andamanensis
Galeandra andamanensis är en orkidéart som beskrevs av Robert Allen Rolfe. Galeandra andamanensis ingår i släktet Galeandra och familjen orkidéer. Inga underarter finns listade i Catalogue of Life.